# Awakateko
L'awakateko (ou aguacatèque) est une langue maya parlée au Guatemala.

## Répartition géographique
La communauté awakateka, au Guatemala, vit dans le municipio d'aguacatán, situé dans le  département de Huehuetenango. Au recensement de 2002, ils étaient 11 068.

## Écriture
La langue, comme les autres langues mayas du Guatemala est dotée d'une écriture basée sur l'alphabet latin, dérivée, en partie, de l'orthographe espagnole.
| a | ä | b | c | c’ | ch | ch’ | e | ë | i | ï | ’ | j | k | k’ | l | m | n | o | ö | p | q | q’ | r | s | t | t’ | tz | tz’ | u | ü | w | ẍ | x | tx | tx’ | y |

## Phonologie
Les tableaux présent les phonèmes de l'awakateko, avec à gauche l'orthographe en usage au Guatemala.

### Voyelles
|         | Antérieure    | Centrale      | Postérieure   |
| ------- | ------------- | ------------- | ------------- |
| Fermée  | i [i] ii [iː] |               | u [u] uu [uː] |
| Moyenne | e [e] ee [eː] |               | o [o] oo [oː] |
| Ouverte |               | a [a] aa [aː] |               |

### Consonnes
|               |               | Bilabiale | Alvéolaire | Rétrofl.  | Palatale   | Vélaire | Uvulaire | Glottale |
| ------------- | ------------- | --------- | ---------- | --------- | ---------- | ------- | -------- | -------- |
| Occlusives    | Sourdes       | p [p]     | t [t]      |           | ky [kʲ]    | k [k]   | q [q]    | ’ [ʔ]    |
| Occlusives    | Éjectives     |           | tʼ [tʼ]    |           | kyʼ [kʼʲ]  | kʼ [kʼ] | qʼ [qʼ]  |          |
| Occlusives    | Implosives    | bʼ [ɓ]    |            |           |            |         |          |          |
| Fricatives    | Fricatives    |           | s [s]      | x [ʂ]     | xh [ ʃ ]   |         | j [χ]    |          |
| Affriquées    | Sourdes       |           | tz [t͡s]    | tx [t͡ʂ]   | ch [ t͡ʃ ]  |         |          |          |
| Affriquées    | Éjectives     |           | tzʼ [t͡sʼ]  | txʼ [t͡ʂʼ] | chʼ [ t͡ʃʼ] |         |          |          |
| Nasales       | Nasales       | m [m]     | n [n]      |           |            |         |          |          |
| Liquides      | Liquides      |           | l [l]      |           |            |         |          |          |
| Roulées       | Roulées       |           | r [r̃]      |           |            |         |          |          |
| Semi-voyelles | Semi-voyelles | w [w]     |            |           | y [ j]     |         |          |          |